# Kent Persson (vänsterpartist)
Kent Olov Persson, född 4 februari 1951 i Karbennings församling, Västmanlands län, är en svensk politiker (vänsterpartist). Han var ordinarie riksdagsledamot 2006–2014, invald för Västmanlands läns valkrets.
Innan Persson valdes in i riksdagen var han kommunalråd i Norbergs kommun 1994–2006. Till yrket är Persson lärare.
I riksdagen var han ledamot i näringsutskottet 2006–2014 och suppleant i skatteutskottet. Han var även kvittningsperson för Vänsterpartiet 2010–2014.